# Puerto Aysén
Puerto Aysén, veraltet bis 2008 auch Puerto Aisén, ist eine Kleinstadt in Westpatagonien, Süd-Chile. Sie ist die Hauptstadt der gleichnamigen Provinz in der XI. Region Región de Aysén sowie das Verwaltungszentrum der Kommune Aysén mit rund 22.000 Einwohnern (Stand 2002), von denen 88 % in geschlossenen Siedlungsgebieten und 12 % in ländlichen Zonen leben. Für das Jahr 2012 schätzt die spanische Wikipedia die Einwohnerzahl auf 35.476. Puerto Aysén liegt rund 1200 km südlich von Concepción und rund 67 km westlich von Coyhaique.

## Geografie
Die Stadt liegt an der Mündung des Río Los Palos in den Río Aysén. Wenige Kilometer entfernt liegt die kleine Hafenstadt Puerto Chacabuco mit rund 1700 Einwohnern. Von hier aus kann man per Fähre nach Puerto Montt fahren. Eine gut ausgebaute Fernstraße führt nach Coyhaique.
Zum Gebiet der Kommune gehören ein Großteil des Chonos-Archipels und einige Nationalparks, wie die Reserva Nacional Río Simpson und der Nationalpark Laguna San Rafael. Weitere Ortschaften in der Kommune sind Villa Mañihuales (45° 10′ S, 72° 9′ W) und Puerto Aguirre (45° 10′ S, 73° 31′ W) auf der Insel Las Huichas.
Das Klima ist geprägt von starken Niederschlägen (3000 mm/Jahr). Die mittlere Temperatur im Sommer liegt bei 8 °C und im Winter bei −6 °C.

## Wirtschaft
Die Stadt lebt hauptsächlich vom Fischfang und vom Tourismus. Um die Stadt herum gibt es mehrere große Wasserkraftwerke, sowie thermische Kraftwerke der Gesellschaft 'EDELAYSEN S.A', die die Region Aysén mit Strom versorgen. Über den Fracht- und Passagierhafen Hafen Chacabuco bezieht die Region Treibstoffe und andere Versorgungsgüter. Ab Chacabuco finden landwirtschaftliche Erzeugnisse, zum Beispiel Lebendvieh, ihren Weg in den dichter besiedelten Norden.

## Tourismus

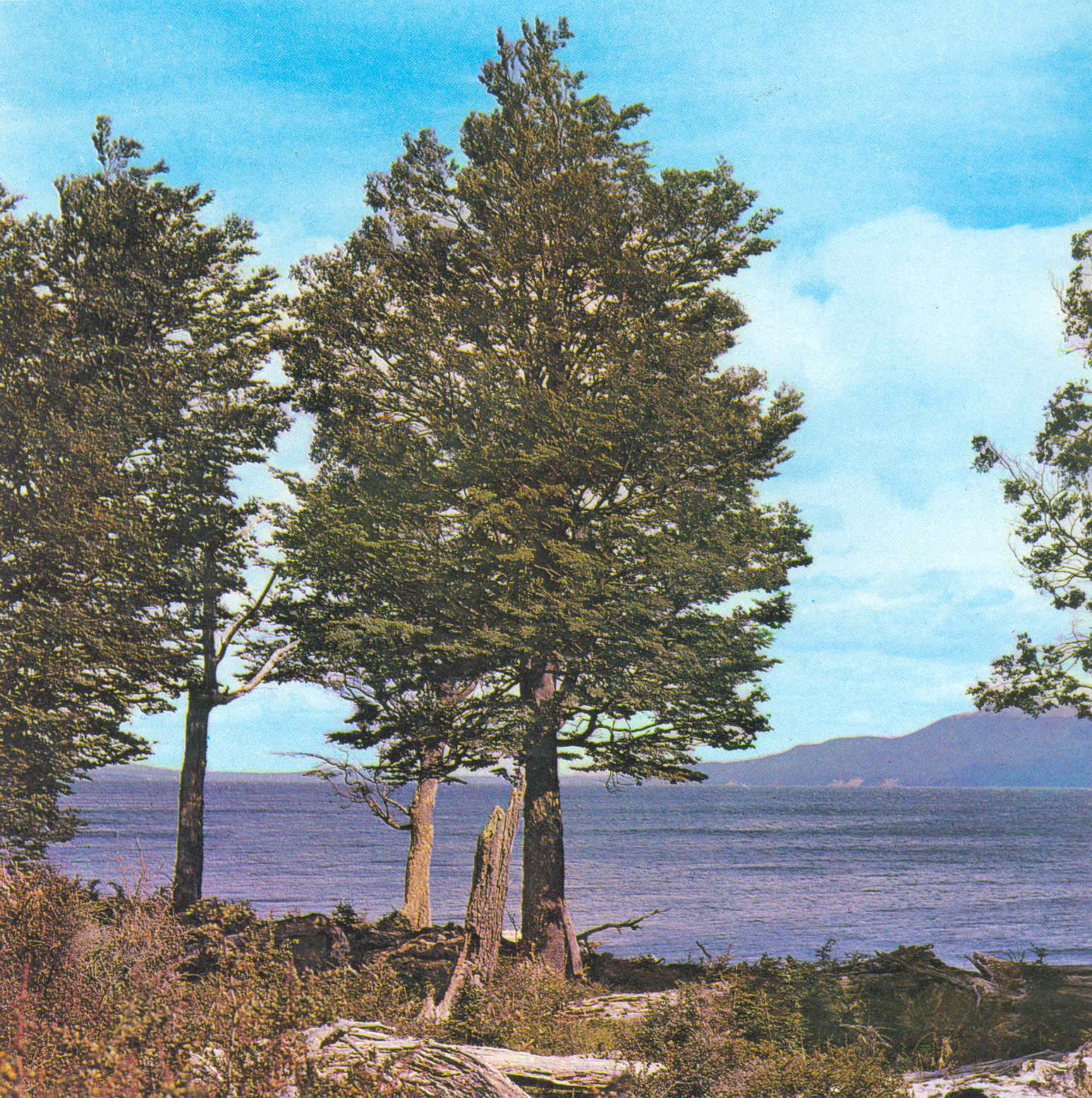
Lenga-Südbuche

Östlich von Puerto Aysén liegt die Reserva Nacional Río Simpson. Er ist sehr artenreich mit tiefen Wäldern aus Lenga-Südbuchen (Nothofagus pumilio). Die tiefen Granit-Schluchten des Rio Simpson und viele Seen bilden weitere Attraktionen.
Weit westlich der Stadt liegt der Nationalpark Laguna San Rafael mit seinen kalbenden Gletschern.
1968 wurde die Hängebrücke 'Puente Presidente Ibáñez' mit einer Länge von 210 m über den Río Aysén gespannt. Sie ist heute ein Nationales Monument und wichtiges Touristenziel.

## Geschichte

### Entdeckung

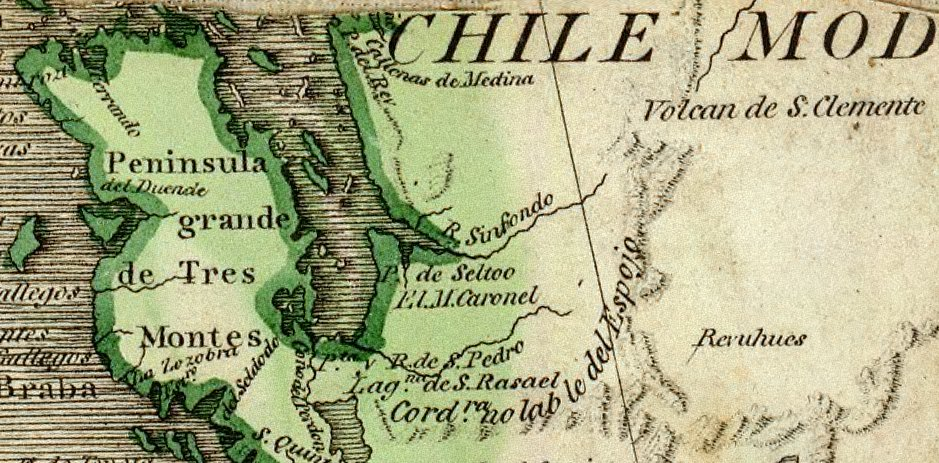
1775: Der Río Aysén in der Südamerikakarte von Juan de la Cruz Cano y Olmedilla hieß Río Sinfondo (‚Tiefer Fluss‘)

1763 gelangte der Jesuit Vicuña auf einer Missionsreise zum Aysén-Fjord und fuhr dort vier Tage lang auch über den Río Aysén, soweit er mit seinem kleinen Boot befahrbar war. Die Einwohner dieser Region waren die Chonos, die in vielen kleinen Gruppen, meist auf den vorgelagerten Inseln lebten. Die Chonos bezeichneten die Region um den Fluss herum als Aisén. Der dichte Wald verhinderte, dass Vicuña und seine Begleiter tiefer in das Land vordringen konnten. Alles was sie in der Nähe des heutigen Puerto Aysén erreichten, war ein in einen Baum eingeritztes Kreuz zu hinterlassen.

### Epoche der Holzfäller und Viehzüchter
Die moderne Kolonisierung begann erst nachdem Chile die Unabhängigkeit von Spanien erlangt hatte. Die ersten Kolonisten und Holzfäller kamen einzeln und auf eigene Initiative in die Region und ließen sich nieder, wo es ihnen angebracht erschien. So entwickelten sich viele Jahre bevor der chilenische Staat überhaupt davon Kenntnis nahm erste Siedlungen. Um 1880 errichtete ein Holzhändler aus Chiloé, Ciriaco Álvarez, im Gebiet zwischen Puerto Aysén und Puerto Chacabuco einen Umschlagplatz für Holz und Einrichtungen zur Versorgung seiner Arbeiter. Dieser Unternehmer, der mit dem Beinamen der „Zypressenkönig“ bekannt wurde, gilt als der erste Kolonist von Puerto Aysén.
Im Januar bis Mai 1897 erforschte erstmals der deutsche Geograph Hans Steffen im Regierungsauftrag das Einzugsgebiet des Río Aysén, weil die Grenze zwischen Chile und Argentinien an der kontinentalen Wasserscheide festgelegt werden sollte. 1901 wurde auf Betreiben der Grenzkommission vom Aysén-Fjord aus ein 75 km langer Weg entlang des Río Aysén ins Landesinnere gebaut. Nachdem dann 1902 der Grenzverlauf festgelegt worden war, setzte ein Viehzüchter-Boom (Fiebre de las ganaderas) in Westpatagonien ein. Die Regierung vergab im folgenden Jahr zwischen Puerto Montt und Punta Arenas zehn 20-jährige Konzessionen an private Unternehmer mit dem Ziel die Kolonisierung in Südchile voranzutreiben. Der Konzessionär durfte das zugeteilte Gebiet nach seinem Ermessen bewirtschaften und verpflichtete sich im Gegenzug eine bestimmte Anzahl von Kolonisten anzusiedeln, regelmäßige Schiffsverbindungen mit Puerto Montt zu unterhalten und Versorgungseinrichtungen zu etablieren.

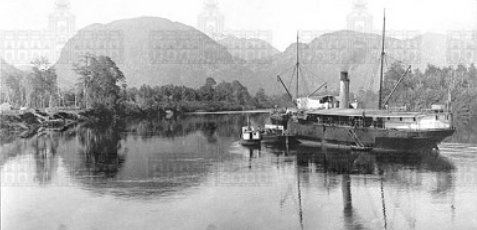
Dampfer Lircay im Hafen von Puerto Aisén, 1914

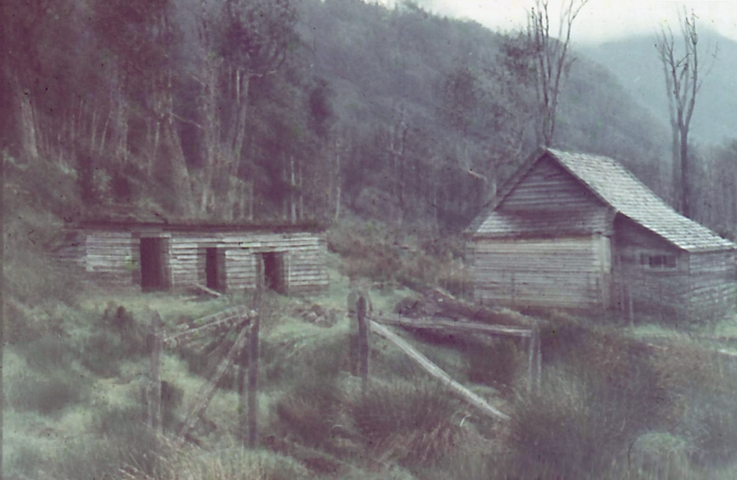
Verlassene Häuser bei Puerto Aisén, die sich die Natur zurückholt, 1959/60

Der Konzessionär für das Gebiet bei Puerto Aysén war Luis Aguirre aus Punta Arenas, der schon nach wenigen Monaten seine Rechte an die Aktiengesellschaft Sociedad Industrial del Aysén übertrug. Aguirre hatte gute Verbindungen zu Mauricio Braun, einem reichen Unternehmer und Viehzüchter aus Punta Arenas. Mit dessen Unterstützung konnte er das Unternehmen gut starten und auf dem 827.000 Hektar großen Konzessionsgebiet sogleich eine Estancia mit 1715 Rindern und 50 Pferden einrichten. Aguirre organisierte 1904 die Anwerbung und den Transport von 500 Männern, die meist von Chiloé stammten und baute in drei Jahren den 80 km langen Weg von Puerto Chacabuco nach Coyhaique aus.

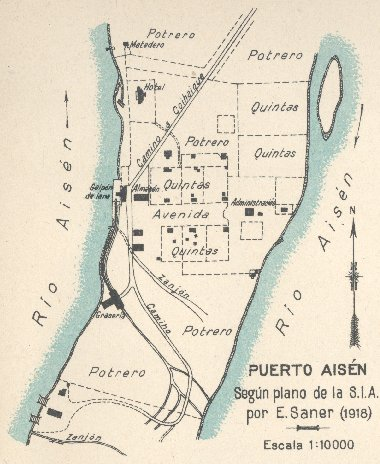
Puerto Aisén. Situation um 1918

1913 wurde der Grundstein gelegt für Puerto Aisén durch den Bau einer Fabrik zur Verarbeitung des Viehs der Estancia. Puerto Aisén wurde damit zum Umschlagplatz für Waren und Vieh von und nach Coihaique, dem Zentrum der Estancia. Die Gesellschaft machte üppige Gewinne und wuchs kräftig. Der Erste Weltkrieg ließ sie durch steigende Preise für ihre Produkte, insbesondere Wolle, noch besser verdienen. So lebten um 1920 in Puerto Aisén 158 Männer und 70 Frauen.
Bis 1926 hatte sich die Gesellschaft immer wieder ihrer Verpflichtung entzogen Kolonisten anzusiedeln. Als es nicht mehr anders ging, vergab sie schließlich an 106 Personen Grundstücke bei Puerto Aisén. Statt, wie wohl ursprünglich vorgesehen, Vieh und Materialien an die Siedler zu verteilen, gab man jedem 700 Pesos als Startkapital. Nur 54 von ihnen nahmen ihre Grundstücke in Besitz, die übrigen kümmerten sich nicht einmal darum zu erfahren, wo ihre Grundstücke überhaupt lagen. Zwei Jahre später war die Parzellierung schon nicht mehr als solche zu erkennen.

### Staatlich organisierte Kolonisierung
Angesichts des offensichtlichen Unwillens und Versagens der Konzessionäre organisierte ab 1928 der chilenische Staat die Kolonisierung selbst. Am 28. Januar 1928 wurde das Verwaltungszentrum Puerto Aisén gegründet. Der Ort bestand zu der Zeit schon aus etwa 20 Häusern, einem Laden, einem Hotel und einer Hafenanlage. Am 26. Dezember etablierte sich die Stadtverwaltung mit Bürgermeister und zwei Stadträten. Infolge des Aufbaus der Verwaltung kamen viele Funktionäre in den Ort. Bis 1930 hatte Puerto Aisén schon 2051 Bewohner. Die machten fast ein Drittel aller Einwohner der Region Aisén aus. 1931/32 etablierte sich die Justiz und ihre Hilfsverwaltungen. 1934 wurde eine Kirche errichtet.
1936 bestand der Ort aus 330, vorwiegend eingeschossigen Häusern aus Holz, von denen manche mit Blech verkleidet waren. Auf Grundstücken die um die 1250 m² groß waren standen Häuser mit 80 bis 90 m², mit Grundrissen in L- oder U-Form und mit Vordächern.